# 대통령

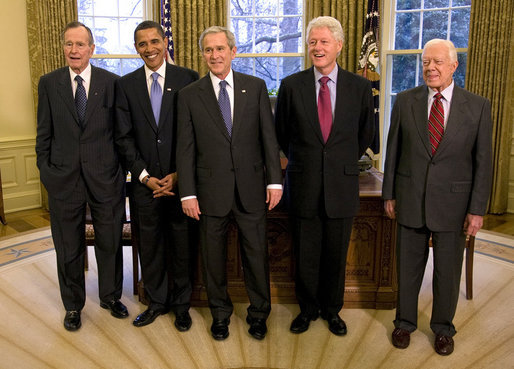
2009년 당시 미국의 전직 대통령들 왼쪽부터 조지 H. W. 부시, 최초의 흑인 대통령 버락 오바마, 조지 W. 부시, 빌 클린턴 마지막 오른쪽은 지미 카터이다.

대통령(大統領, 영어: President)은 대통령제 국가의 국가원수이다. 대통령의 역할은 정부형태에 따라 달라지며, 같은 정부형태를 채택하더라도 나라마다 구체적인 권한과 의무, 임기 및 선출방식 등 운용이 다르다. 대통령제에서 대통령은 국가원수 및 행정부 수반으로서 이중적 지위를 가지며 정치적 실권도 있는 반면, 의원내각제에서 대통령은 국가원수로서의 상징적 권한만 가진 존재이다.
중화인민공화국과 베트남은 국가주석, 중화민국에서는 총통(總統)이란 명칭으로 사용된다. 그러나 영문으로 번역할 때는 똑같이 president로 번역된다. 흔히 경칭으로는 각하로도 알려져 있고 대한민국에서는 정부 수립 이후 사용되다가 제4대 장면 정부 때인 1960년 8월 12일 폐지되었으며, 1963년 12월 17일 제3공화국의 출범과 함께 부활했다가, 제5공화국 때인 1987년까지 쓰였다.

## 역사
미국의 헌법의 모태가 된 1787년의 필라델피아 헌법회의의 구성원들이 영국 헌정의 부정적 측면에 대한 반성을 바탕으로 발전시킨 정부 형태 자유민주주의에 뿌리를 두고 샤를 루이 드 세콩다 몽테스키외의 권력분립 사상을 충실히 수용하여 탄생하였다. 19세기가 되면, 1819년 대 콜롬비아의 성립을 시작으로 남미 국가에서 대통령제가 시행된다. 그리고 20세기가 되면, 1911년 ~ 1912년 신해혁명을 시작으로 공화제 국가가 증가하기 시작했는데, 이들은 바이마르 공화국과 같은 대통령제 국가에서 소비에트 연방 등 일당제 국가까지 다양했다.

### 어원
미국에서 대통령제가 생기기 전 president는 원래 1774년 대륙회의의 의장(President of the Continental Congress)을 부르던 말이었는데, 이는 권한이 많지 않은 명예직이었다. 이후 1787년 헌법을 만들면서 합중국의 수장을 president로 부르게 되었다.
동양에서 '대통령'이라는 용어는 '통령(統領)'으로부터 비롯된 말이다. 청나라 후기에 '통령'은 오늘날 여단장급의 무관 벼슬 명칭인 근위영 장관(近衛營 長官)을 이르는 말이었다. 또 고대 한나라 시대에 북방 흉노 군대의 장군을 '통령'으로 지칭하는 등 소수 민족 군대의 장군을 비공식적인 표현으로 '통령'으로 부르는 경우가 있었다. 한국에서는 조선 시대에 조운선 10척을 거느리는 벼슬을 '통령'이라 불렀다. 일본에서는 '통령'이라는 말이 고대부터 쓰였는데, '사무라이를 통솔하는 우두머리'라는 군사적 용어였으며, 군사적 수장이나 씨족의 족장을 의미하는 용어로 매우 흔하게 쓰였다.
근대 일본에서는 고대 로마의 집정관이나 베네치아 공화국의 원수, 프랑스 제1공화국의 집정관 등 다른 나라의 직위를 설명하는 번역어로 '통령'을 이용하였다. 일본은 'president'를 번역하면서 자신들에게 익숙했던 '통령'이라는 용어에 "큰 대(大)" 자를 덧붙여서 '대통령'이라는 말을 만든 것이다. 그리하여 최소한 1860년대 초부터 일본에서는 이미 '대통령'이라는 용어가 출현하기 시작하고 있다.『일본국어대사전』에는 1852년에 출간된『막부 외국관계 문서지일(文書之一)』에서 '대통령'이란 낱말이 처음 나왔다고 기록하고 있다.
한편 중국에서는 'president'의 번역어로 1817년 '두인(頭人)'이라는 비칭(卑稱)의 성격을 띤 호칭을 사용한 이래, '총리(總理)', '국주(國主)', '추(酋)', '수사(首事), '추장(酋長)', '방장(邦長)', '백리새천덕' 등의 용어를 쓴 바 있다. '통령'이라는 번역어가 쓰인 것은 엘라이자 콜먼 브리지먼의 《미리가합성국지략》(1838)까지 거슬러 올라간다. '대통령'이라는 용어도 1875년 경 출현한다. 하지만 중국에서는 1870년에 이르러 '총통'이라는 용어를 널리 쓰면서 ‘통령’·‘대통령’이라는 용어는 거의 쓰이지 않았다. 현재 중화민국에서는 'president'를 '총통(總統)'으로 번역하고, 국부천대 후에도 자국 국가 원수의 직함으로 '총통(總統)'을 계속 쓰고 있다.
한국의 기록에서 '대통령'이라는 용어는 조사 시찰단으로 일본에 다녀온 이헌영이 1881년 펴낸「일사집략(日槎集略)」이라는 수신사 기록에서 처음으로 나타나고 있다. 이 글에서 일본 신문이 "미국 대통령"이라는 표현을 사용하고 있다는 기록을 남기고 있는 것이다. 그 뒤 1884년『승정원일기』에서도 고종이 미국의 국가 원수를 '대통령'이라고 호칭했다는 기록이 보인다.
한국에서 '대통령'이라는 용어를 본격적으로 사용하게 된 계기는 바로 상해 임시정부가 최고 통수권자로서 '대통령'이라는 용어를 선택하여 사용했기 때문이다. 당시에 차용되었던 이 용어가 현재 대한민국에서 그대로 계승되고 있다.

## 헌법상 지위

### 권한
대통령의 헌법상의 지위는 나라마다의 권력구조에 따라 다르다. 대통령제 국가에서의 대통령은 국가원수로서의 지위와 함께 행정부 수반으로서의 지위를 가지며, 의회와 별개 선거로 선출되어 별도의 정당성 기반을 가진다. 행정부 수반으로서의 대통령의 지위는 입법부와 사법부와 함께 동령에 위치한다. 그러나 국가원수로서의 대통령은 삼부를 총괄하는 위치에 있으며, 이러한 이중적 지위에 의하여 라틴아메리카, 아프리카, 중동, 동남아시아 등 권위주의 체제에서는 행정부의 수반을 의미하는 대통령이 입법부와 사법부보다 월등하게 우월한 지위에 있기도 하다.
의원내각제 국가에서 대통령은 국가원수로서의 지위만을 가지며, 정치적 실권은 행정부 수반인 총리에게 있다. 대통령은 국가통합의 상징으로서 의전 등의 형식적 권한만을 가지는 것이 일반적이다.
이원집정부제 국가에서 대통령은 국가원수로서의 지위와 함께 행정적 실권 역시 가진다. 그러나 대통령제에서와 달리 대통령이 임명한 내각이 의회의 신임에 구속되므로, 의회의 선거 결과에 따라 대통령의 정치적 실권의 크기도 변하게 된다. 동거 정부 출현시 행정부 수반으로서 실권은 총리가 행사하게 된다.
역사적으로 매우 황당한 신분이었던 적도 있었다. 1860년대의 멕시코가 그랬는데 당시 멕시코는 베니토 후아레스가 정상적으로 대통령으로서 나라를 다스리고 있었는데 나폴레옹 3세가 멕시코에 개입해서 막시밀리아노 1세를 황제로 즉위시켜서 멕시코에 대통령과 황제가 공존하는 초유의 사태를 유발시켰다. 하지만 베니토 후아레스가 막시밀리아노 1세를 체포 후 총살시킴으로써 일단락 되었다.

### 의무
각 국가의 헌법에 따라 다소 차이는 있으나, 일반적으로 대통령의 의무는 헌법 준수의 의무, 영업 활동의 금지, 겸직 금지의 의무, 청렴의 의무 등을 들 수 있다.

## 선출 방식
선출하는 방식도 국민의 직접 투표 혹은 의회에서 선출하는 방식으로 나뉜다. 입법부 선거와 별도로 행정부 선거를 두는 대통령제 국가에서는 직선 선출이 대부분이나, 선거인단을 통한 간선을 하기도 한다. 대표적으로 미국은 연방국가의 특성상 시민권자가 자신이 지지하는 후보를 지지하는 선거인단을 선출해 그들이 대통령을 뽑는 간접투표 방식을 택하고 있다. 이 때문에 총득표자수는 많아도 선거인단의 수에서 뒤져 낙선하는 경우가 가끔 있다.

## 임기
각국의 대통령의 임기는 나라마다 다르고, 나라에 따라 중임에 제한을 두기도 한다. 대한민국의 대통령 임기는 5년이나 재선이 불가하고, 미국 대통령 임기는 4년이나 재선이 가능하지만 3선은 불가능하다. 러시아는 3연임은 불가능히지만 무한히 재선할 수 있다. 그 때문에 블라디미르 푸틴 대통령은 2번 연임하고(3대, 4대) 중간에 드미트리 메드베데프를 한번 끼워넣는(5대) 방식으로 현재 4선째(6대, 7대) 대통령을 하고 있다.
1. 1년 - 스위스
2. 4년 - 라트비아, 미국, 마셜 제도, 아르헨티나, 칠레, 볼리비아, 브라질, 아이슬란드, 에콰도르, 온두라스, 이란, 이집트, 중화민국, 코스타리카, 콜롬비아, 팔라우 등
3. 5년 - 그리스, 가이아나, 기니, 나미비아, 남아프리카공화국, 대한민국, 독일, 리투아니아, 마다가스카르, 모잠비크, 몰디브, 몰타, 방글라데시, 불가리아, 수리남, 시에라리온, 아프가니스탄, 알바니아, 알제리, 에스토니아, 앙골라, 엘살바도르, 오스트리아, 우루과이, 인도네시아, 잠비아, 탄자니아, 튀니지, 튀르키예, 카메룬, 코모로, 코트디부아르, 키프로스, 파나마, 파라과이, 페루, 포르투갈, 프랑스, 짐바브웨 등
4. 6년 - 니카라과, 라이베리아, 러시아, 레바논, 멕시코, 몽골, 중앙아프리카공화국, 지부티, 필리핀 등
5. 7년 - 아일랜드, 이탈리아, 세네갈, 시리아 등

## 같이 보기
- 대통령 목록
- 대통령제
- 이원집정부제
- 부통령
- 대한민국 대통령